# Anisomeles

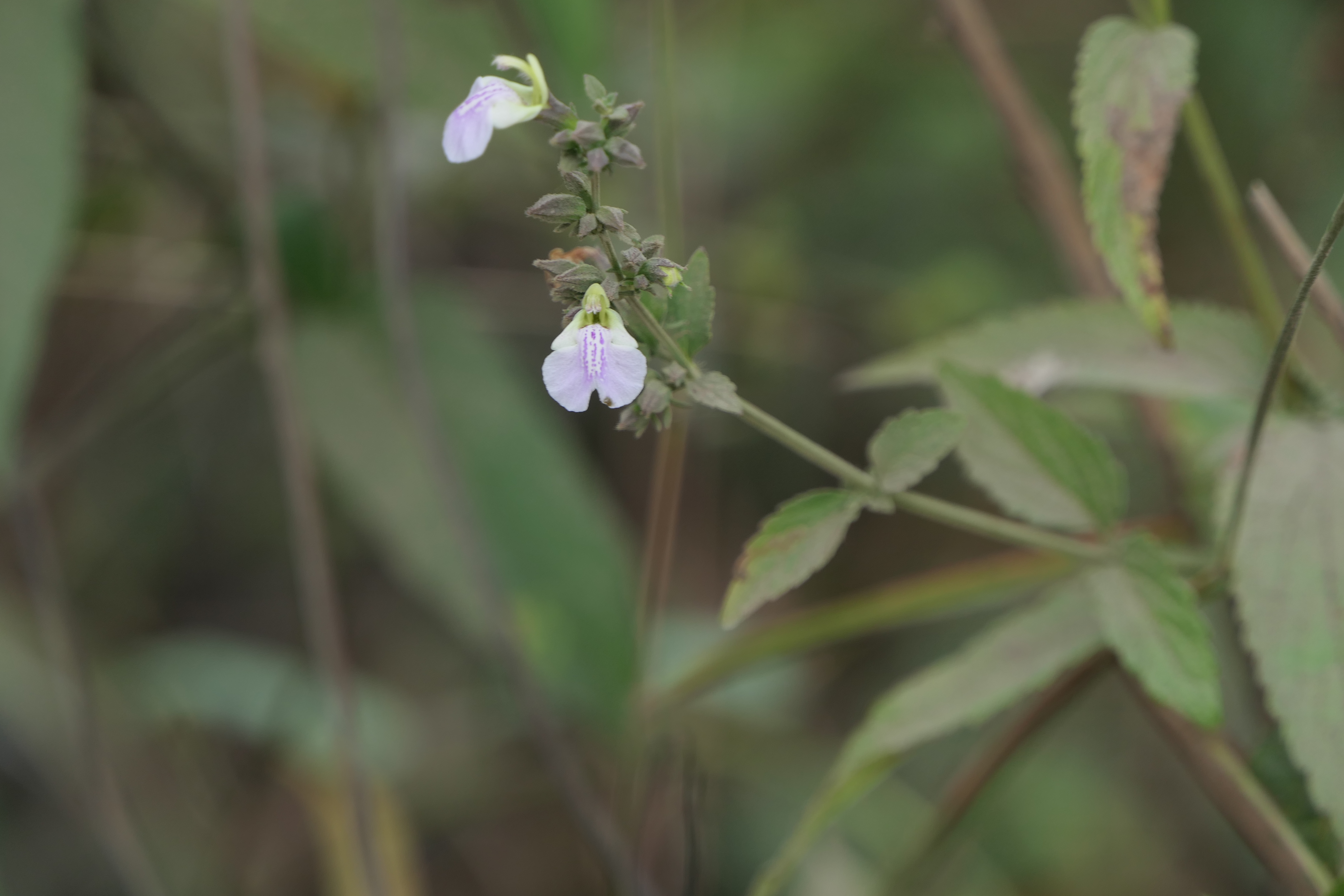
Anisomeles heyneana

Anisomeles – rodzaj roślin z rodziny jasnotowatych. Obejmuje 27 gatunków. Występują one w Azji Południowo-Wschodniej na obszarze od Pakistanu po wschodnie Chiny kontynentalne i Tajwan oraz południową i zachodnią Australię. Rośliny te rosną często na wtórnych, zaburzonych siedliskach. Niektóre gatunki wykorzystywane są jako rośliny lecznicze, w tym zwłaszcza Anisomeles indica, która dodawana jest też do ciastek z sago w Malezji. Rośliny z tego rodzaju są cenione jako miododajne. 

## Morfologia
PokrójTęgie rośliny zielne i półkrzewy. Owłosione (włoski nierozgałęzione).
LiścieOgonkowe, ząbkowane.
KwiatyZebrane w tyrs składający się z 5-kwiatowych lub wielokwiatowych wierzchotek. Kielich z 5 równymi lub nierównymi ząbkami. Korona kwiatu z dwoma wyraźnymi wargami, z górną jednołatkową i dolną, bardziej okazałą, trójłatkową. Górna jest nieco kapturkowata, całobrzega i dość wąska. Pręciki mają owłosione nitki, para górna (tylna) jest dłuższa od pary dolnej (przedniej) i nieco dłuższa od górnej łatki korony. Łatki znamienia równej długości.
OwoceNiełupki w górnej części zaokrąglone, gładkie i lśniące.

## Systematyka
Pozycja systematyczna
Rodzaj z plemienia Pogostemoneae w obrębie podrodziny Lamioideae z rodziny jasnotowatych Lamiaceae. W wąskim ujęciu systematycznym należy tu do 5–6 gatunków, w szerokim ujęciu włączane są tu gatunki z rodzaju Epimeridi i liczba gatunków sięga 26.
Wykaz gatunków
- Anisomeles ajugacea (F.M.Bailey & F.Muell.) A.R.Bean
- Anisomeles antrorsa A.R.Bean
- Anisomeles brevipilosa A.R.Bean
- Anisomeles bundeyensis A.R.Bean
- Anisomeles candicans Benth.
- Anisomeles carpentarica A.R.Bean
- Anisomeles dallachyi A.R.Bean
- Anisomeles eriodes A.R.Bean
- Anisomeles farinacea A.R.Bean
- Anisomeles grandibractea A.R.Bean
- Anisomeles heyneana Benth.
- Anisomeles indica (L.) Kuntze
- Anisomeles inodora R.Br.
- Anisomeles × intermedia Wight ex Benth.
- Anisomeles languida A.R.Bean
- Anisomeles lappa A.R.Bean
- Anisomeles leucotricha A.R.Bean
- Anisomeles macdonaldii A.R.Bean
- Anisomeles malabarica (L.) R.Br.
- Anisomeles moschata R.Br.
- Anisomeles ornans A.R.Bean
- Anisomeles papuana A.R.Bean
- Anisomeles principis A.R.Bean
- Anisomeles salviifolia R.Br.
- Anisomeles tirunelveliensis Rajakumar, Selvak. & S.Murug.
- Anisomeles viscidula A.R.Bean
- Anisomeles vulpina A.R.Bean
- Anisomeles xerophila A.R.Bean